# سیارک ۷۹۷۱
سیارک ۷۹۷۱ (به انگلیسی: 7971 Meckbach، نامگذاری:9002P-L) هفت هزار و نهصد و هفتاد و یکمین سیارک کشف شده‌است که در ۱۷ اکتبر ۱۹۶۰ کشف شد.
قدر مطلق سیارک برابر ۱۳٫۹۰ است.